# Winnecowet
Winnecowet /možda u značenju  “the place of good pine trees”,/ slabo poznato pleme američkih Indijanaca porodice Algonquian, naseljeno nekada na području današnjeg okruga Rockingham u aneričkoj državi New Hampshire. Pripadali su plemenskom savezu Pennacook. O njima je malo poznato. Grad Hampton koji nekad se nazivao Plantation of Winnacunnet, vjerojatno se nalazi na mjestu nekadašnjeg indijanskog sela po kome je dobio ime. 